# Socialdemokratiska partiet i Bosnien och Hercegovina
Socialdemokratiska partiet i Bosnien och Hercegovina (bosniska: Socijaldemokratska Partija Bosne i Hercegovine SDP) är ett politiskt parti i Bosnien och Hercegovina som grundades 1909. Den nuvarande ledaren är Nermin Nikic.